# Sherley Anne Williams
Sherley Anne Williams (Bakersfield, Califórnia, 25 de agosto de 1944 - 6 de julho de 1999) foi uma poeta estadunidense. Muitos de seus trabalhos relatam histórias sobre sua vida na comunidade afro-americana. Quando ainda muito pequena, sua família colhia algodão a fim de ganhar algum dinheiro. Quando completou seis anos de idade, seu pai morreu de tuberculose e, aos dezesseis anos, perdeu sua mãe. Em 1966, graduou-se em inglês pela, como é conhecida atualmente, California State University em Fresno e, em 1972, conseguiu seu diploma de mestrado pela Brown University. No ano seguinte, (1973), tornou-se professora de Literatura Inglesa na Universidade da Califórnia em San Diego. Seus trabalhos incluem coletâneas de poesias tais como The Peacock Poems, (1975), o romance Dessa Rose, (1986) e dois livros de fotografias.